# Marthe Bray
Marthe Bray, née le 30 juillet 1884 au Bouscat et morte le 3 juin 1949 à Capdenac-Gare, est une militante féministe française. Elle est à l’origine de la Ligue d’action féminine pour le suffrage des femmes, créée en 1926.

## Biographie

### Jeunesse et famille
Fille de Pierre Bray, cocher, et de Rose Borie, son épouse, Marie Marthe Bray naît au Bouscat en 1884. En avril 1911, alors domiciliée avec ses parents à Bordeaux, elle épouse à Paris un hôtelier belge, Jean-Baptiste Smeets. Six mois plus tard, devenue hôtelière avec son mari, elle donne naissance à un garçon prénommé Georges. En 1958, ce dernier sera officiellement adopté par Aurore Dudevant-Sand, la petite-fille de George Sand.

### Parcours

#### Action féministe
Féministe, Marthe Bray est une admiratrice de Hubertine Auclert. Son action principale est donc en faveur du suffrage des femmes en France. Elle est reconnue pour avoir renouvelé les moyens d’actions au sein du mouvement suffragiste. 
Outre son combat pour le suffrage de la femme, elle est aussi pacifiste et lutte pour une éducation qui inculque des valeurs de fraternité afin d'empêcher la guerre. 
Elle est aussi journaliste et collabore à La Fronde, comme l’atteste l’article « Les pionnières des États-Unis » publié en juillet 1926. 
A contrario de son point de vue radical sur le droit de vote des femmes, elle considère que le rôle premier de la femme est d’être mère.

#### La Ligue d’action féminine pour le suffrage des femmes

##### Création
C’est dans un contexte social et politique de l’entre-deux-guerres que se situe l’action radicale de Marthe Bray au sein du féminisme. 
Au milieu des années vingt, la lutte féministe ressent le besoin de nouveaux moyens d'expressions. Il s’agit d’un point crucial du suffragisme car les rassemblements attirent de moins en moins de monde, même ceux des féministes plus radicales.
C’est alors que se forme la Ligue d’action féminine pour le suffrage des femmes, sous l’impulsion des Amis de La Voix des femmes. La première réunion de cette ligue a lieu le 6 décembre 1925, chez Marthe Bray elle-même, à l’hôtel Avenida à Paris. Une trentaine de personnes sont présentes, comme les pacifistes Gabrielle Duchêne et Camille Drevet.
Marthe Bray devient la présidente de cette organisation. 
L'organisation est considérée comme l’une des plus novatrices des années vingt grâce son mode d’action incarnant un mouvement radical.
La ligue a comme point d’attache un local à Paris, situé au 41, rue du Colisée, dans le 8e arrondissement. 
Cette organisation diffère des autres organisations féministes puisqu'elle ne possède ni comité d'honneur ni membre bienfaiteur, ce qui est inhabituel pour ce type d'organisation. 

##### Mode d'action et ses positions
Afin de toucher le plus de personnes possibles, la ligue, sous la direction de Marthe Bray, adopte une stratégie nouvelle en matière de communication. Celle-ci est très visuelle et reprend des arguments clés sélectionnés pour leur accessibilité et leur capacité à fédérer.
Ces arguments sont repris sous des formes variées : tracts, interviews, affiches, cartes postales humoristiques, tenue de stand lors d’événements sociaux (par exemple la Foire de Paris).
Les cartes postales humoristiques, diffusées au travers de la France, reprennent des arguments ou opinions antiféministes et y répondent en renversant ces préjugés et en valorisant la femme. À la fin de l'argumentaire en faveur de la femme, la ligue appelle à se mobiliser et à adhérer à l'organisation. C'est donc une stratégie innovante pour contrer les arguments antiféministes. Par ce biais, la ligue prouve qu'elle lutte également pour une éducation des hommes afin de déconstruire leurs préjugés.
C'est également par l'action directe que la Ligue contre et ridiculise les antiféministes avec des actes plus radicaux comme avec l’envoi d’une muselière à un journaliste antiféministe, Clément Vautel en 1926. 
Plus généralement, l’action de la ligue tend vers l’éducation et la sensibilisation populaire. Outre la question du suffrage féminin, l'action de l'organisation s'inscrit dans une volonté d'égalité entre les hommes et les femmes et entre l’épouse et le mari.
La ligue est en faveur de l’abolition du Code Napoléon qui, selon elle, place la femme sous tutelle. En effet, ce code considérait juridiquement que la femme était une mineure. Ce code a également fait l’objet de caricature et de cartes postales humoristiques.
Dans le même temps, les suffragistes continuent d’utiliser les stratégies de lutte plus traditionnelles en s’engageant dans des élections notamment celle de 1925 qui voit plusieurs femmes se faire élire et de nombreuses à s’investir dans les campagnes électorales.

#### «Croisade féministe»

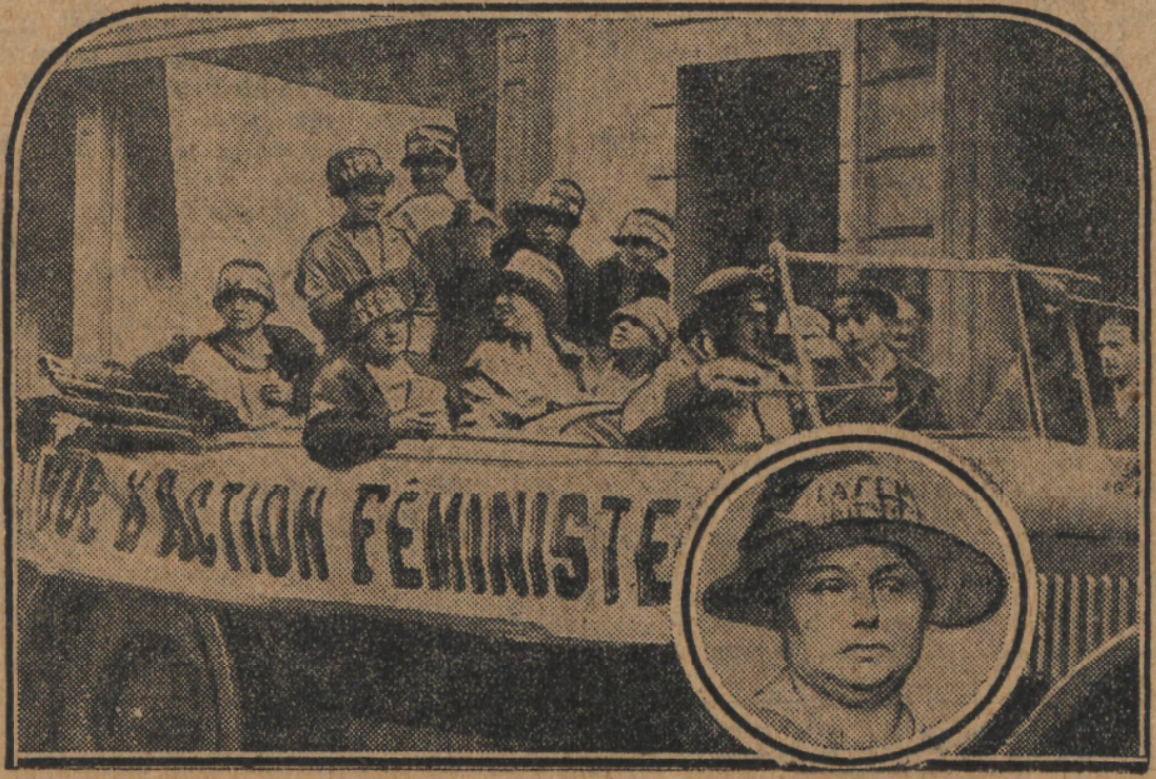
La croisade féministe, le 8 septembre 1926.

Le 8 septembre 1926, Marthe Bray et la ligue décident d’organiser une « croisade féministe » comme elles la nomment, qui consiste à effectuer une tournée de villes françaises, de Paris jusqu’à Biarritz, afin de sensibiliser les Françaises de province de l’importance du suffrage pour les femmes. La ligue part donc à bord d’une voiture décorée de banderoles « la femme veut voter » avec à son bord une douzaine de militantes, affichant elles-mêmes des banderoles sur leur chapeau. Elles traversent les villes de Chartres, de Tours, du département de la Sarthe, de Nantes, de La Rochelle, de Poitiers, d'Angoulême, de Niort, de Bordeaux pour ne citer que les principales.
À chaque passage dans une ville, les femmes distribuent des tracts, des cartes postales et collent des affiches, avec parfois l’aide des habitants et de la municipalité. De temps en temps, la voiture s'arrête sur les places publiques et les militantes installent un stand pour accueillir les habitants. Elles mettent en place un film éducatif ainsi qu’un « discours sans voix » (il s’agit d’un ensemble de panneaux qui sert d’explication en avançant des arguments chiffrés).
Cet événement a été relayé par la presse de l’époque qui voit cette croisade comme « une véritable tribune ambulante ». Les articles rédigés notamment dans l’Ouest-éclair et Le Journal ont souvent un point de vue antiféministe. 
L’objectif était de réveiller les consciences au sujet du vote féminin dans des endroits habituellement délaissés par les militantes suffragistes mais également d’attirer de nouvelles militantes. Le journal L’infan avance le fait que la méthode employée par la Ligue dans le cadre de la croisade féministe est efficace car elle pousse les femmes à s’interroger sur leur condition.
Marthe Bray meurt en 1949 dans l'Aveyron, à Capdenac-Gare.

## Publication
- Bray Marthe, « Les pionnières des États-Unis », La Fronde (Paris), 29 juillet 1926, p. 3